# Phycopterus signariella
Phycopterus signariella är en fjärilsart som beskrevs av Blanchard 1852. Phycopterus signariella ingår i släktet Phycopterus och familjen nattflyn. Inga underarter finns listade i Catalogue of Life.